# Acidentes no Metropolitano de Londres
Ao longo da sua história aconteceram muitos acidentes no Metropolitano de Londres, por vezes acidentais e por outras propositados.
Alguns destes acidentes ocorreram nas seguintes estações:
- Charing Cross
- Marble Arch
- Balham
- Bank
- The Bethnal Green (colisão)
- Northwood (colisão)
- Edgware (colisão)
- Stratford (colisão)
- Holland Park and Redbridge (fogos)
- Moorgate (colisão)
- Holborn rail (colisão)
- Oxford Circus (fogo)
- King's Cross (fogo)
- Chancery Lane (descarrilamento)
- Hammersmith (descarrilamento)
- Camden Town (descarrilamento)
- White City (descarrilamento)
- Mile End (descarrilamento)